# Vitaliy Pukhkalo
Vitaliy Pukhkalo (en russe : Виталий Пухкало) est un fondeur kazakh, né le 9 septembre 1992 à Presnogorkovka.

## Biographie
Il prend part à ses premières compétitions officielles FIS en 2014 et aux Championnats du monde des moins de 23 ans en 2015.
En 2017, après son premier podium en Coupe d'Europe de l'Est et une médaille d'argent en relais à l'Universiade à Almaty, il fait ses débuts en Coupe du monde à Otepää, puis en championnat du monde à l'occasion de l'édition de Lahti, où son meilleur résultat est 38e du cinquante kilomètres.
En 2018, le kazakh reçoit sa première sélection pour des jeux olympiques, à Pyeongchang, se classant notamment 32e sur le skiathlon. Il gagne ensuite deux titres aux Championnats nationaux en skiathlon et quinze kilomètres.
En décembre 2018, il marque ses premiers points pour la Coupe du monde avec une 26e place sur le trente kilomètres libre à Beitostølen.
Lors de la saison 2019-2020, il réussit a terminer trois fois dans le top vingt en Coupe du monde, dont un résultat de dixième sur une poursuite à Trondheim sur le Ski Tour.

## Palmarès

### Jeux olympiques
| Épreuve / Édition   | Sprint                           | Sprint    | 15 km | 15 km                            | Skiathlon 2 × 15 km | 50 km | Relais | Relais    |
| Épreuve / Édition   | libre                            | classique | libre | classique                        | Skiathlon 2 × 15 km | 50 km | Sprint | 4 × 10 km |
| JO 2018 Pyeongchang | Épreuve inexistante à cette date | —         | 51e   | Épreuve inexistante à cette date | 32e                 | 48e   | -      |           |

Légende :
- : pas d'épreuve
- — : Non disputée par Pukhkalo

### Championnats du monde
| Épreuve / Édition        | Sprint                           | Sprint                           | 15 km                            | 15 km                            | Skiathlon 2 × 15 km | 50 km   | Relais | Relais    |
| Épreuve / Édition        | libre                            | classique                        | libre                            | classique                        | Skiathlon 2 × 15 km | 50 km   | Sprint | 4 × 10 km |
| Mondiaux 2017 Lahti      | —                                | Épreuve inexistante à cette date | Épreuve inexistante à cette date | 47e                              | 46e                 | 39e     | —      | -         |
| Mondiaux 2019 Seefeld    | —                                | Épreuve inexistante à cette date | Épreuve inexistante à cette date | 50e                              | 48e                 | -       | -      | 7e        |
| Mondiaux 2021 Oberstdorf | Épreuve inexistante à cette date | 61e                              | 53e                              | Épreuve inexistante à cette date | 47e                 | Abandon | —      | 12e       |

Légende :
- : pas d'épreuve
- — : Non disputée par Pukhkalo

### Coupe du monde
- Meilleur classement général : 47e en 2020.
- Meilleur résultat individuel : 10e.

#### Classements en Coupe du monde
| Année     | Classement général final | Classement distance |
| 2018-2019 | 133e                     | 94e                 |
| 2019-2020 | 47e                      | 38e                 |

### Universiades
- Médaille d'argent en relais en 2017 à Almaty.

### Coupe d'Europe de l'Est
- 2 podiums, dont 1 victoire.